# Élisabeth d'Yssche
Élisabeth d'Yssche est une religieuse cistercienne qui fut la 11e abbesse de l'abbaye de la Cambre.

## Héraldique
d'or, à trois fleurs-de-lys de sable